# آگلیبول

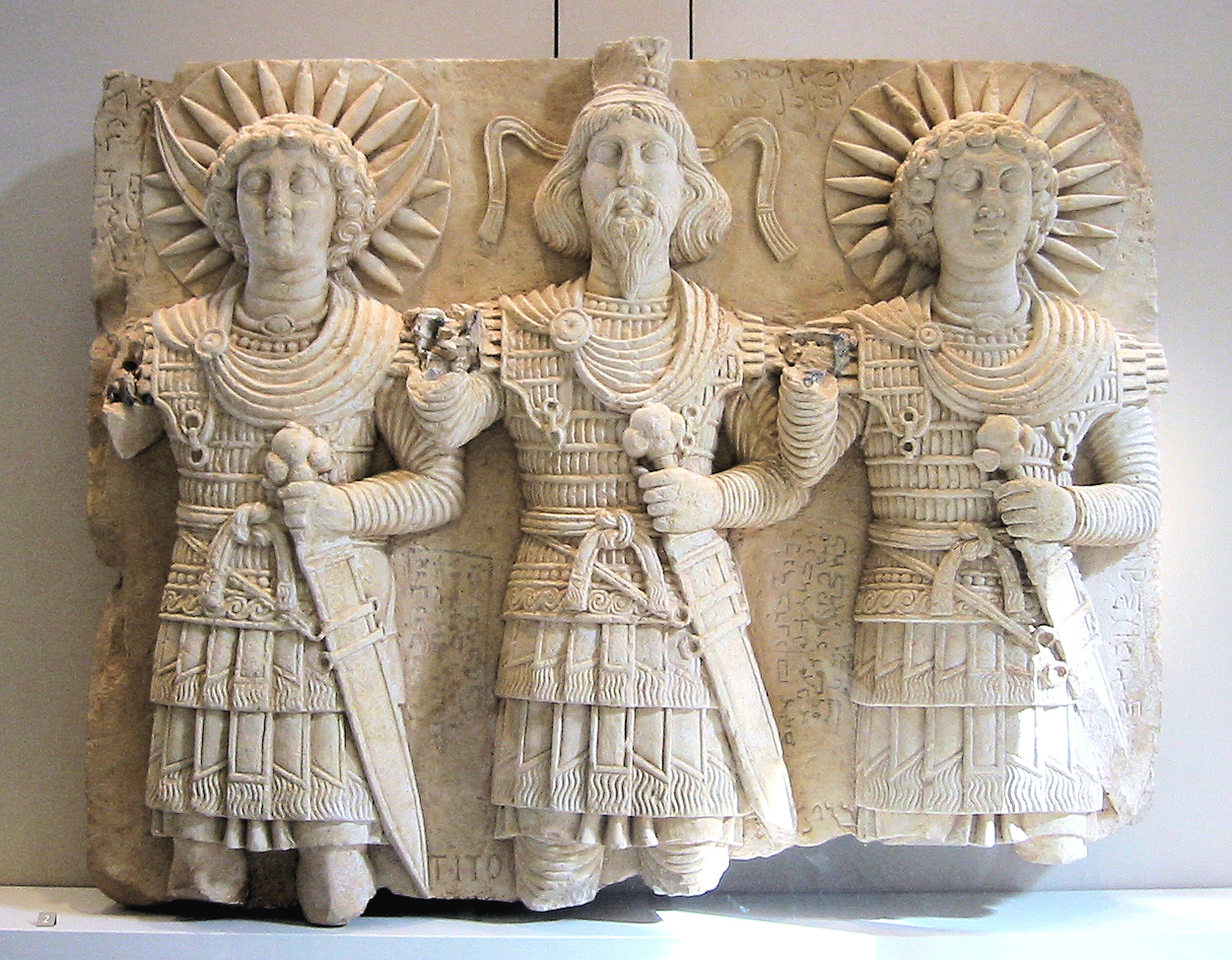
خدایان پالمیرین (انگلیسی: Palmyrene): از چپ به راست: آگلیبول الهه ماه، الهه بزرگ بیلشامین (انگلیسی: Beelshamên)، الهه خورشید مالاکبل (انگلیسی: Malakbêl)، قرن یکم پیش از میلاد، کشف شده توسط بیر ورب (انگلیسی Bir Wereb) و وادی مییاه (انگلیسی Wadi Miyah)، سوریه، موزه لوور

آگلیبول (انگلیسی: Aglibôl، عربی:عجلیبوول) در شهر پالمیرای باستان در سوریه، الهه ی ماه بود.
آگلیبول به همراه یک هاله ماه که سر و گاهی شانه‌هایش را تزئین می‌کند، به تصویر کشیده شده‌است.
آگلیبول با الههٔ خورشید در یک تثلیث معروف مرتبط است. او همچنین با نسخه سوریه ای عشتروت «ونوس» و با آرسو «ستاره عصر» مرتبط است.
آگلیبول به دوره «هلنیک» (انگلیسی: Hellenic) و بعدها به رم وارد شده‌است.